# Алексеевка (Чебулинский район)
Алексеевка — упразднённая деревня в Чебулинском районе Кемеровской области. На момент упразднения входила в состав Усманского сельского поселения. Исключена из учётных данных в 2004 году.

## География
Деревня располагалась на левобережье реки Чебула на безымяннои ручье, на расстоянии примерно 11 км по прямой к юго-востоку от села Николаевка.

## История
Основана в 1906 г. По данным на 1926 году посёлок Ново-Алексеевский состоял из 96 хозяйств. В административном отношении являлся центром Ново-Алексеевского сельсовета Верх-Чебулинского района Томского округа Сибирского края.

## Население
По переписи 1926 г. в посёлке проживало 540 человек (276 мужчин и 264 женщины), основное население — русские.
По данным Всероссийской переписи населения 2002 года, в деревне отсутствовало постоянное население.